# Phrynobatrachus stewartae
Espèce
Statut de conservation UICN

 LC  : Préoccupation mineure
Phrynobatrachus stewartae est une espèce d'amphibiens de la famille des Phrynobatrachidae.

## Répartition
Cette espèce se rencontre dans le nord du Malawi et dans le sud de la Tanzanie,.

## Étymologie
Cette espèce est nommée en l'honneur de Margaret M. Stewart.

## Publication originale
- Poynton & Broadley, 1985 : Amphibia Zambesiaca, 2. Ranidae. Annals of the Natal Museum, vol. 27, no 1, p. 115-181 (texte intégral).